# Юнде (повіт)
24°01′41″ пн. ш. 99°15′15″ сх. д. / 24.02795° пн. ш. 99.25421° сх. д.
Юнде (кит. 永德县, пін. Yŏngdé Xiàn) — один із повітів КНР у складі префектури Ліньцан, провінція Юньнань. Адміністративний центр — містечко Дедан.

## Географія
Юнде лежить на висоті близько 1500 метрів над рівнем моря на заході  Юньнань-Гуйчжоуського плато.

### Клімат
Повіт знаходиться у зоні, котра характеризується вологим субтропічним кліматом. Найтепліший місяць — червень із середньою температурою 21 °C. Найхолодніший місяць — грудень, із середньою температурою 12,2 °С.
| Клімат повіту Юнде      | Клімат повіту Юнде | Клімат повіту Юнде | Клімат повіту Юнде | Клімат повіту Юнде | Клімат повіту Юнде | Клімат повіту Юнде | Клімат повіту Юнде | Клімат повіту Юнде | Клімат повіту Юнде | Клімат повіту Юнде | Клімат повіту Юнде | Клімат повіту Юнде | Клімат повіту Юнде |
| Показник                | Січ.               | Лют.               | Бер.               | Квіт.              | Трав.              | Черв.              | Лип.               | Серп.              | Вер.               | Жовт.              | Лист.              | Груд.              | Рік                |
| Середній максимум, °C   | 18,3               | 20                 | 23,1               | 25                 | 25,3               | 25                 | 24,1               | 25                 | 24,6               | 23,1               | 20,1               | 18                 | 22,6               |
| Середня температура, °C | 12,4               | 14,2               | 17,5               | 19,5               | 20,5               | 21                 | 20,6               | 20,8               | 20                 | 18,3               | 14,8               | 12,2               | 17,7               |
| Середній мінімум, °C    | 8                  | 9,7                | 12,8               | 15,1               | 16,9               | 18,3               | 18,2               | 18,2               | 17,2               | 15,2               | 11,3               | 8,3                | 14,1               |
| Норма опадів, мм        | 17.6               | 31.6               | 33                 | 65                 | 131.1              | 178.4              | 234.6              | 211.8              | 160.4              | 120.6              | 60.9               | 15.3               | 1260.3             |
| Вологість повітря, %    | 58                 | 51                 | 45                 | 53                 | 67                 | 80                 | 85                 | 84                 | 81                 | 78                 | 73                 | 67                 | 68.5               |
| ----------------------- | ------------------ | ------------------ | ------------------ | ------------------ | ------------------ | ------------------ | ------------------ | ------------------ | ------------------ | ------------------ | ------------------ | ------------------ | ------------------ |
| Джерело: data.cma.cn    |                    |                    |                    |                    |                    |                    |                    |                    |                    |                    |                    |                    |                    |